# Alektora
Alektora (gr. Αλέκτορα) – wieś w Republice Cypryjskiej, w dystrykcie Limassol. W 2011 roku liczyła 64 mieszkańców.